# Llista de topònims de Prada
Llista de topònims (noms propis de lloc) de Prada (Conflent).
Informació actualitzada per un bot. Els canvis manuals es perdran quan s'actualitzi!

## capella
| imatge | Nom                                               | Ubicat a | instància de | Detalls      | coordenades | Protecció | Commons (més fotos)                            | Dades a WD                    |
| ------ | ------------------------------------------------- | -------- | ------------ | ------------ | --- | --------- | ---------------------------------------------- | ----------------------------- |
|        | Mare de Déu de l'Esperança de l'Hospital de Prada | Prada    | capella      |              | 42° 37′ 06″ N, 2° 25′ 28″ E / 42.618346°N,2.42456°E 347 msnm                                                       |           |                                                | Modifica les dades a Wikidata |
|        | Sant Josep de la clínica de Prada                 | Prada    | capella      | 20th century | 42° 37′ 05″ N, 2° 25′ 28″ E / 42.617933°N,2.424353°E 42° 37′ 06″ N, 2° 25′ 28″ E / 42.618325°N,2.424553°E 347 msnm |           | Chapelle Saint-Joseph de la clinique de Prades | Modifica les dades a Wikidata |

## casa
| imatge | Nom            | Ubicat a | instància de | Detalls      | coordenades                                                                              | Protecció                     | Commons (més fotos)     | Dades a WD                    |
| ------ | -------------- | -------- | ------------ | ------------ | ---------------------------------------------------------------------------------------- | ----------------------------- | ----------------------- | ----------------------------- |
|        | Casa Jacomet   | Prada    | casa         | 15th century | 42° 37′ 04″ N, 2° 25′ 23″ E / 42.6177°N,2.4231°E fr:9, place de la République 348.2 msnm | monument històric inventariat | Maison Jourda de Prades | Modifica les dades a Wikidata |
|        | Vil·la Colette | Prada    | casa         |              | 42° 36′ 54″ N, 2° 24′ 53″ E / 42.615059°N,2.414611°E ca:Carretera de Rià, 34             |                               | Vil·la Colette          | Modifica les dades a Wikidata |

## cementiri
| imatge | Nom                     | Ubicat a | instància de | Detalls | coordenades                                          | Protecció | Commons (més fotos) | Dades a WD                    |
| ------ | ----------------------- | -------- | ------------ | ------- | ---------------------------------------------------- | --------- | ------------------- | ----------------------------- |
|        | Cementiri de Prada      | Prada    | cementiri    |         | 42° 36′ 48″ N, 2° 25′ 36″ E / 42.613331°N,2.426731°E |           | Cimetière de Prades | Modifica les dades a Wikidata |
|        | cementiri vell de Prada | Prada    | cementiri    |         | 42° 36′ 49″ N, 2° 25′ 39″ E / 42.6136°N,2.4275°E     |           |                     | Modifica les dades a Wikidata |

## església
| imatge | Nom                              | Ubicat a | instància de                              | Detalls                                                     | coordenades                                                       | Protecció                   | Commons (més fotos)                      | Dades a WD                    |
| ------ | -------------------------------- | -------- | ----------------------------------------- | ----------------------------------------------------------- | ----------------------------------------------------------------- | --------------------------- | ---------------------------------------- | ----------------------------- |
|        | Sant Cosme i Sant Damià de Prada | Prada    | església                                  | Dedicat a: Cosme i Damià                                    | 42° 37′ 07″ N, 2° 25′ 44″ E / 42.618513°N,2.428909°E 347.8 msnm   |                             | Chapelle Saints-Côme-et-Damien de Prades | Modifica les dades a Wikidata |
|        | Sant Martí de Canoà              | Prada    | església Ús: església                     | Estil: arquitectura romànica Dedicat a: Sant Martí de Tours | 42° 37′ 20″ N, 2° 25′ 11″ E / 42.622222222222°N,2.4197222222222°E |                             |                                          | Modifica les dades a Wikidata |
|        | Sant Pere de Prada               | Prada    | església església parroquial Ús: església | Estil: arquitectura romànica Dedicat a: Sant Pere           | 42° 37′ 06″ N, 2° 25′ 25″ E / 42.6182°N,2.42352°E                 | monument històric catalogat | Église Saint-Pierre de Prades            | Modifica les dades a Wikidata |

## port de muntanya
| imatge | Nom          | Ubicat a               | instància de     | Detalls | coordenades                                                     | Protecció | Commons (més fotos) | Dades a WD                    |
| ------ | ------------ | ---------------------- | ---------------- | ------- | --------------------------------------------------------------- | --------- | ------------------- | ----------------------------- |
|        | Coll Roig    | Catllà Prada           | port de muntanya |         | 42° 37′ 42″ N, 2° 24′ 59″ E / 42.628215°N,2.41633°E 403.5 msnm  |           |                     | Modifica les dades a Wikidata |
|        | Coll de Creu | Clarà i Villerac Prada | port de muntanya |         | 42° 35′ 47″ N, 2° 26′ 23″ E / 42.596504°N,2.439599°E 545.6 msnm |           |                     | Modifica les dades a Wikidata |

## Misc
| imatge | Nom                               | Ubicat a           | instància de                          | Detalls                                                   | coordenades | Protecció                     | Commons (més fotos)                             | Dades a WD                    |
| ------ | --------------------------------- | ------------------ | ------------------------------------- | --------------------------------------------------------- | --- | ----------------------------- | ----------------------------------------------- | ----------------------------- |
|        | Tet                               | Pirineus Orientals | riu                                   | Desemboca: mar Mediterrània Llarg: 115.8km Conca: 1369km² | 42° 42′ 48″ N, 3° 02′ 23″ E / 42.713333333333°N,3.0397222222222°E                                              |                               | Têt                                             | Modifica les dades a Wikidata |
|        | Vila de Prada                     | Prada              | barri                                 |                                                           | 42° 36′ 35″ N, 2° 24′ 57″ E / 42.609679°N,2.415796°E Codalet 377.1 msnm                                        | monument històric de França   |                                                 | Modifica les dades a Wikidata |
|        | carrer de la Bassa                | Prada              | carrer                                |                                                           | |                               |                                                 | Modifica les dades a Wikidata |
|        | casa de la vila de Prada          | Prada              | instal·lació Ús: seu del govern local |                                                           | 42° 37′ 01″ N, 2° 25′ 15″ E / 42.617033853972515°N,2.4207507423278805°E fr:56 rue du Palais de Justice         |                               | Town hall of Prades (Pyrénées-Orientales)       | Modifica les dades a Wikidata |
|        | dolmen de Boera                   | Prada              | dolmen                                |                                                           | 42° 35′ 40″ N, 2° 25′ 52″ E / 42.59458333°N,2.43105556°E 662 msnm                                              |                               |                                                 | Modifica les dades a Wikidata |
|        | estació de Prada-Molig            | Prada              | estació de ferrocarril                |                                                           | 42° 37′ 05″ N, 2° 25′ 22″ E / 42.618055555556°N,2.4227777777778°E 360 msnm                                     |                               | Gare de Prades - Molitg-les-Bains               | Modifica les dades a Wikidata |
|        | monument als morts de Prada       | Prada              | memorial de guerra                    | Creador: Gustau Violet 1925                               | 42° 36′ 49″ N, 2° 25′ 38″ E / 42.613564°N,2.427234°E fr:rue de Souvenir français                               | monument històric inventariat | Monument aux morts (Prades)                     | Modifica les dades a Wikidata |
|        | seu de la sotsprefectura de Prada | Prada              | edifici Ús: seu de sotsprefectura     |                                                           | 42° 36′ 58″ N, 2° 25′ 17″ E / 42.615972222222226°N,2.4212777777777776°E ca:Avinguda del General de Gaulle, 177 |                               | Sous-préfecture de Prades (Pyrénées-Orientales) | Modifica les dades a Wikidata |